# Шест љубави Луције Живојиновић
„Шест љубави Луције Живојиновић” је југословенски ТВ филм из 1967. године. Режирао га је Небојша Комадина а сценарио је написао Александар Поповић.

## Улоге
| Глумац           | Улога |
| ---------------- | ----- |
| Иво Јакшић       |       |
| Славка Јеринић   |       |
| Бранка Петрић    |       |
| Зоран Радмиловић |       |